# Mistrzostwa Europy w Lekkoatletyce 2018 – bieg na 3000 m z przeszkodami kobiet
Bieg na 3000 metrów z przeszkodami kobiet – jedna z konkurencji biegowych rozgrywanych podczas lekkoatletycznych mistrzostw Europy
Tytułu sprzed dwóch lat obroniła Niemka Gesa Felicitas Krause.

## Rekordy
Rekordy: świata, Europy, mistrzostw Europy i Polski na dzień przed rozpoczęciem mistrzostw Europy 2022 (09 sierpnia 2016) 
|                                        | Zawodnik           | Wynik   | Miejsce   | Data             |
| -------------------------------------- | ------------------ | ------- | --------- | ---------------- |
| Rekord świata                          | Beatrice Chepkoech | 8:44,32 | Monako    | 20 lipca 2018    |
| Rekord Europy                          | Gulnara Samitowa   | 8,58,81 | Pekin     | 17 sierpnia 2008 |
| Rekord mistrzostw Europy               | Julija Zarudniewa  | 9:17,57 | Barcelona | 30 lipca 2010    |
| Rekord Polski                          | Wioletta Janowska  | 9:17,15 | Ateny     | 3 lipca 2006     |
| Najlepszy wynik na świecie w 2018 roku | Beatrice Chepkoech | 8:44,32 | Monako    | 20 lipca 2018    |
| Najlepszy wynik w Europie w 2018 roku  | Jekaterina Iwonina | 9:07,87 | Kazań     | 20 lipca 2018    |

## Terminarz
| Data        | Godzina |              |
| ----------- | ------- | ------------ |
| 10 sierpnia | 12:25   | Kwalifikacje |
| 12 sierpnia | 20:55   | Finał        |

## Rezultaty

### Kwalifikacje
Awans: Pięć najszybszych zawodniczkek z każdego biegu (Q) oraz pięć z najlepszymi czasami wśród przegranych (q).
| Poz. | Bieg | Zawodniczka               | Reprezentacja   | Czas     | Uwagi |
| ---- | ---- | ------------------------- | --------------- | -------- | ----- |
| 1    | 2    | Fabienne Schlumpf         | Szwajcaria      | 9:32,32  | Q,    |
| 2    | 2    | Luiza Gega                | Albania         | 9:33,11  | Q     |
| 3    | 2    | Gesa Felicitas Krause     | Niemcy          | 9:33,51  | Q,    |
| 4    | 2    | Rosie Clarke              | Wielka Brytania | 9:33,78  | Q     |
| 5    | 2    | Isabel Mattuzzi           | Włochy          | 9:34,02  | Q     |
| 6    | 1    | Karoline Bjerkeli Grøvdal | Norwegia        | 9:34,23  | Q     |
| 7    | 2    | Maruša Mišmaš             | Słowenia        | 9:34,28  | q,    |
| 8    | 1    | Anna Emilie Møller        | Dania           | 9:34,46  | Q,    |
| 9    | 1    | Ophélie Claude-Boxberger  | Francja         | 9:34,50  | Q     |
| 10   | 1    | Elena Burkard             | Niemcy          | 9:34,63  | Q     |
| 11   | 1    | Irene Sánchez-Escribano   | Hiszpania       | 9:34,69  | Q,    |
| 12   | 2    | Adva Cohen                | Izrael          | 9:36,13  | q,    |
| 13   | 2    | Emma Oudio                | Francja         | 9:36,15  | q,    |
| 14   | 1    | Natalija Strebkowa        | Ukraina         | 9:37,28  | q,    |
| 15   | 1    | Viktória Gyürkés          | Węgry           | 9:38,56  | q     |
| 16   | 1    | Martina Merlo             | Włochy          | 9:41,05  | PB    |
| 17   | 1    | Alicja Konieczek          | Polska          | 9:41,16  | PB    |
| 18   | 2    | Jana Sussmann             | Niemcy          | 9:41,18  |       |
| 19   | 2    | Janica Rauma              | Finlandia       | 9:41,70  | PB    |
| 20   | 2    | María José Pérez          | Hiszpania       | 9:44,72  |       |
| 21   | 1    | Chiara Scherrer           | Szwajcaria      | 9:47,46  |       |
| 22   | 2    | Francesca Bertoni         | Włochy          | 9:47,75  |       |
| 23   | 1    | Swiatłana Kudzielicz      | Białoruś        | 9:47,89  | SB    |
| 24   | 2    | Matylda Kowal             | Polska          | 9:49,27  |       |
| 25   | 1    | Lucie Sekanová            | Czechy          | 9:50,38  | SB    |
| 26   | 1    | Özlem Kaya                | Turcja          | 9:50,80  |       |
| 27   | 1    | Antje Möldner-Schmidt     | Niemcy          | 9:52,79  |       |
| 28   | 2    | Zita Kácser               | Węgry           | 9:53,36  | SB    |
| 29   | 2    | Katarzyna Kowalska        | Polska          | 9:54,83  |       |
| 30   | 1    | Caroline Högardh          | Szwecja         | 9:55,61  |       |
| 31   | 1    | Irene van der Reijken     | Holandia        | 9:57,10  |       |
| 32   | 1    | Kerry O'Flaherty          | Irlandia        | 10:09,81 |       |
| 33   | 2    | Michele Finn              | Irlandia        | 10:10,93 |       |

### Finał
Źródło
| Poz. | Zawodniczka               | Reprezentacja   | Czas    | Uwagi |
| ---- | ------------------------- | --------------- | ------- | ----- |
| 1 !  | Gesa Felicitas Krause     | Niemcy          | 9:19,80 | SB    |
| 2 !  | Fabienne Schlumpf         | Szwajcaria      | 9:22,29 | SB    |
| 3 !  | Karoline Bjerkeli Grøvdal | Norwegia        | 9:24,46 |       |
| 4    | Luiza Gega                | Albania         | 9:24,78 |       |
| 5    | Adva Cohen                | Izrael          | 9:29,74 | NR    |
| 6    | Elena Burkard             | Niemcy          | 9:29,76 | PB    |
| 7    | Anna Emilie Møller        | Dania           | 9:31,66 | NR    |
| 8    | Irene Sánchez-Escribano   | Hiszpania       | 9:31,84 | PB    |
| 9    | Ophélie Claude-Boxberger  | Francja         | 9:31,84 | PB    |
| 10   | Rosie Clarke              | Wielka Brytania | 9:32,15 |       |
| 11   | Maruša Mišmaš             | Słowenia        | 9:34,50 |       |
| 12   | Natalija Strebkowa        | Ukraina         | 9:40,03 |       |
| 13   | Viktória Gyürkés          | Węgry           | 9:40,41 |       |
| 14   | Emma Oudio                | Francja         | 9:43,26 |       |
| 15   | Isabel Mattuzzi           | Włochy          | 9:43,90 |       |